# Mühlen Eichsen
Mühlen Eichsen település Németországban, Mecklenburg-Elő-Pomeránia tartományban. Lakosainak száma 1004 fő (2023. december 31.).

## Népesség
A település népességének változása:
| Lakosok száma | 999  | 982  | 978  | 976  | 1004 |
|               | 2017 | 2019 | 2021 | 2022 | 2023 |